# Милибэнд, Ральф
Ральф Милибэнд (при рождении Адольф Милибан, фр. Adolphe Miliband; 7 января 1924 — 21 мая 1994) — британский социолог, стал известен как выдающийся марксистский публицист. Его называли «одним из самых известных академических марксистов своего поколения» наряду с Э. П. Томпсоном, Эриком Хобсбаумом и Перри Андерсоном.

## Биография
Милибэнд родился в Бельгии в еврейской рабочей семье иммигрантов из Польши, его отец был членом Бунда. Он бежал в Великобританию в 1940 году вместе со своим отцом, чтобы избежать преследования, когда нацистская Германия вторглась в Бельгию. Выучил английский язык, поступил в Лондонскую школу экономики и начал принимать участие в левой политике. После службы на Королевском флоте во время Второй Мировой войны, он поселился в Лондоне в 1946 году и натурализовался как британский гражданин в 1948 году.
В 1960-х годах он был влиятельным участником движения новых левых в Великобритании, которые критически относились к укладу и политике СССР и стран Центральной Европы (Восточного блока). Милибэнд опубликовал несколько книг по марксистской теории и критике капитализма.
Оба его сына, Дэвид и Эд Милибэнды, стали видными деятелями Лейбористской партии после смерти отца. Дэвид стал министром иностранных дел, а Эд — государственным секретарём по энергетике и изменениям климата, а впоследствии был лидером партии с 2010 по 2015 год.

## Работы
- «Parliamentary Socialism: A Study of the Politics of Labour» (1961);
- «The State in Capitalist Society» (1969);
- «Marxism and Politics» (1977);
- «Capitalist Democracy in Britain» (1982);
- «Class Power and State Power» (1983);
- «Divided Societies: Class Struggle in Contemporary Capitalism» (1989);
- «Socialism for a Sceptical Age» (1994);

### На русском языке
- Милибенд, Ральф Парламентский социализм : Исследование политики лейбористской партии / Пер. с англ. [Предисл. В. П. Михайлова, с. 5-24]. — М. : Прогресс, 1964. — 508 с.
- «Государство и революция» Ленина. // Ленин В. Государство и революция. — М.: Горизонталь, 2020. — С. 19—37.